# Просвещение (видавництво)
«Просвєщеніє» (рос. Просвещение — просвіта) — радянське, пізніше російське спеціалізоване видавництво навчальної і педагогічної літератури. 2017 року проведена трансформація компанії, в рамках якої виділена керуюча компанія і 3 дивізіони: АТ Издательство «Просвещение», АТ Академия «Просвещение» і ТОВ Торговый Дом «Просвещение-Регион». 2017 року виручка видавництва «Просвещение» склала (попередньо) 17,7 млрд російських рублів (~300 млн доларів США).

## Історія
Видавництво було створено 1930 року постановою ЦВК і РНК СРСР, на базі літературно-видавничого відділу Наркомосвіти, як «навчальне видавництво Учпедгиз» («Державне навчально-педагогічне видавництво Міністерства освіти РРФСР»). Першим директором видавництва був Лев Якович Лур'є, племінник академіка Володимира Панасовича Обручева. У перший рік роботи видавництва загальний тираж продукції склав 29 млн примірників. У цьому ж році вийшов у світ перший підручник видавництва «Похід за грамоту» М. Ф. Робінсон і М. Л. Закожурникової.
З середини 1930-х років Учпедгиз став найбільшим в СРСР спеціалізованим видавництвом навчальної та педагогічної літератури; до 1940-х років випуск підручників сягнув 125,5 млн примірників на рік, 1419 найменувань. 1942 року, під час німецько-радянської війни, видавництво було евакуйовано до Кіров, де продовжувало роботу у військових умовах, випустивши 233 різних підручники і посібники, в тому числі «Підручник російської мови для бійців Радянської Армії».
У 1950-ті роки методичним кабінетом Учпедгизу були розроблені основні вимоги до підручників середньої школи, при видавництві створена редакція виробничо-технічної літератури для учнів і педагогів освітніх шкіл, шкіл з виробничим навчанням та технікумів. Видавництво Учпедгиз 1964 року було об'єднано з «видавництвом Академії педагогічних наук» і перетворено на видавництво «Просвещение» у системі Державного комітету в справах видавництв, поліграфії і книжкової торгівлі Ради міністрів СРСР. 1969 року з видавництва виділилося видавництво АПН «Педагогика». Спеціально для друку підручників у 1960-х роках збудований Саратовський поліграфкомбінат, пізніше для друку кольорових підручників, перш за все «Букварів», був збудований Калінінський поліграфкомбінат дитячої літератури і, нарешті, найбільший в Європі на той час — Смоленський поліграфкомбінат кольоровий друку.
У період з 1950-х по 1990-ті роки «Просвещение» видавало єдині для всієї країни підручники і навчальні посібники для
всіх типів загальноосвітніх шкіл та педагогічних навчальних закладів, методичну літературу для вчителів, літературу з позакласного читання для учнів, художню літературу, методичні журнали, різного роду програмно-методичні видання, друковані наочні посібники. Видавництво випускало підручники, створені відомими радянськими вченими-академіками, професорами. Крім підручників російською мовою, випускалися і підручники на мовах інших народів і народностей СРСР. Видавництво забезпечувало літературою бібліотеки усього СРСР, видавало «Дитячу енциклопедію». Великий вплив на популяризацію біологічних знань зробили такі енциклопедичні видання, як «Життя тварин», що видавалось двічі — у 1968—1971 роках у 6 томах (7 книгах) та у 1983—1989 роках у 7 томах; «Життя рослин», видане у 1974—1982 роках у 6 томах (7 книгах). Видавництвом «Просвещение» випускалися книжкові серії «Світ знань», «Люди науки», «Шкільна бібліотека», журнали: «Начальная школа», «Дошкольное воспитание», «Русский язык в школе», «Литература в школе», «Иностранные языки в школе», «Биология в школе», «Вечерняя школа», «Естествознание в школе», «Музыка в школе».
У 1980-х роках видавництво стало республіканським і підпорядковувалося Держкомвидаву РРФСР. Держкомвидавом СРСР видавництву був призначений код 103. За обсягом книговидання, вимірюваному друкованими аркушами-відтисками, видавництво «Просвещение» було одним з провідних радянських видавництв, наприклад, 1980 року займало за цим показником перше місце, випереджаючи видавництво «Художественная литература» більш ніж удвічі.
До 1991 року видавництво «Просвещение» було найбільшим в СРСР навчально-педагогічним видавництвом. Видавало єдині для всієї країни підручники і навчальні посібники для всіх типів загальноосвітніх шкіл і педагогічних навчальних закладів, методичну літературу для вчителів, літературу з позакласного читання для учнів, художню літературу, методичні журнали, різного роду програмно-методичні видання, друковані наочні посібники.
|                                             | 1980    | 1985    | 1990    | 1995 | 2000 | 2005 | 2010 | 2015 | 2016 | 2017 | 2018 |
| ------------------------------------------- | ------- | ------- | ------- | ---- | ---- | ---- | ---- | ---- | ---- | ---- | ---- |
| Кількість книг і брошур, друкованих одиниць | 832     | 879     | 566     | 416  | 660  | 808  | 1175 | 2294 |      |      |      |
| Тираж, млн примірників                      | 241,74  | 254,48  | 240,53  | 83,5 | 43,1 | 34,2 | 49,9 | 60,9 | 79,1 |      |      |
| Друкованих аркушів-відбитків, млн           | 3323,03 | 3403,55 | 3112,87 |      |      |      |      |      |      |      |      |

1994 року, з появою «Закону про освіту» видавництво втратило монополію на випуск шкільних підручників. На базі видавництва" виросли й розвинулись такі видавництва, як: «Дрофа», «Русское слово», «Академия», «Школа-пресс», «Вита-пресс», «Владос», «Мнемозина», «Март», «Ассоциация XXI век» и «Генжор». З 2003 по 2015 рік «Просвещение» було видавцем офіційного журналу Міністерства освіти Росії — «Вестник образования».
2005 року видавництво було перетворено на відкрите акціонерне товариство. 2010 року — внесено до списку на приватизацію держкомпаній.

## Сучасність

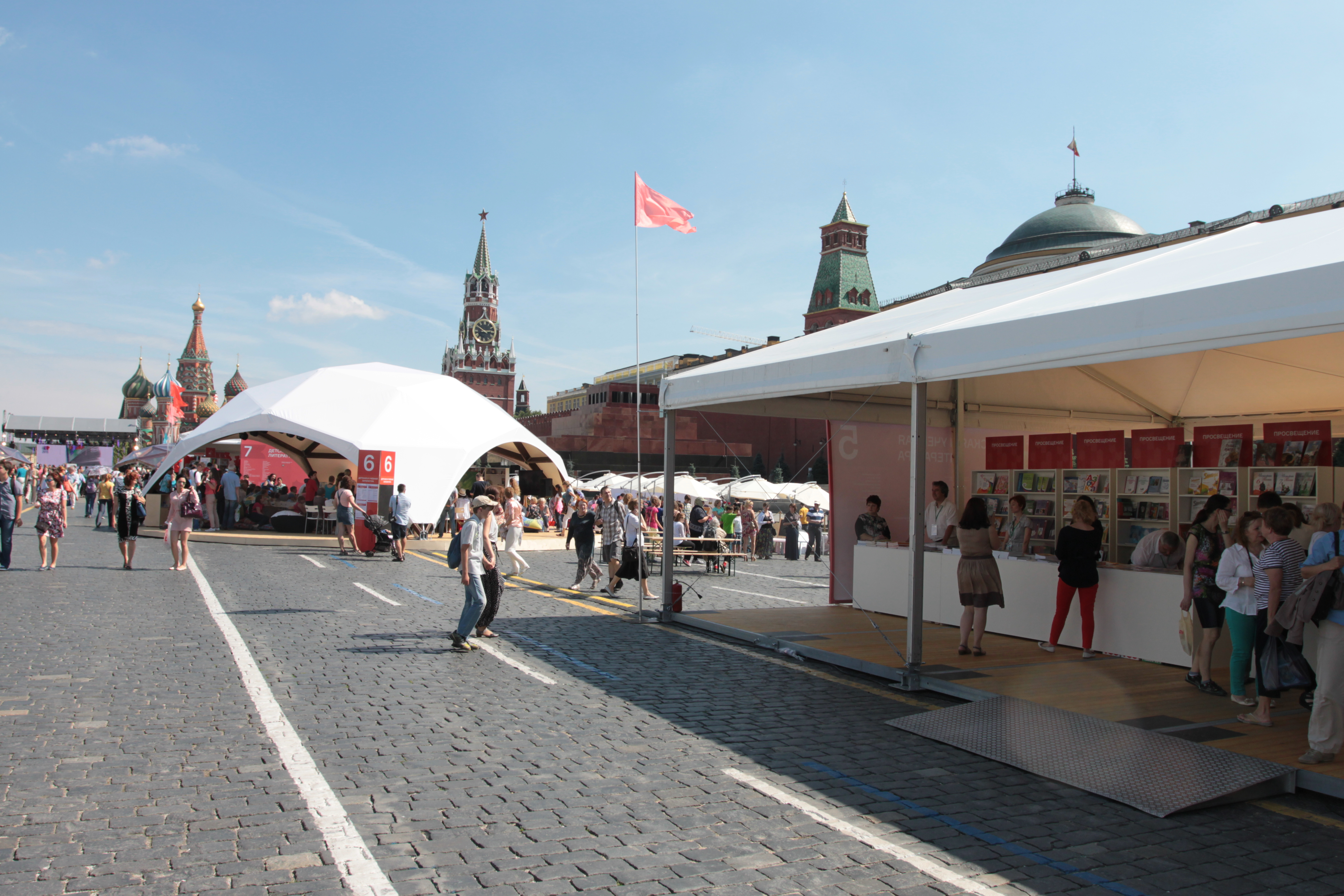
Стенд видавництва «Просвещение» на фестивалі «Книги Росії» на Червоній площі в Москві

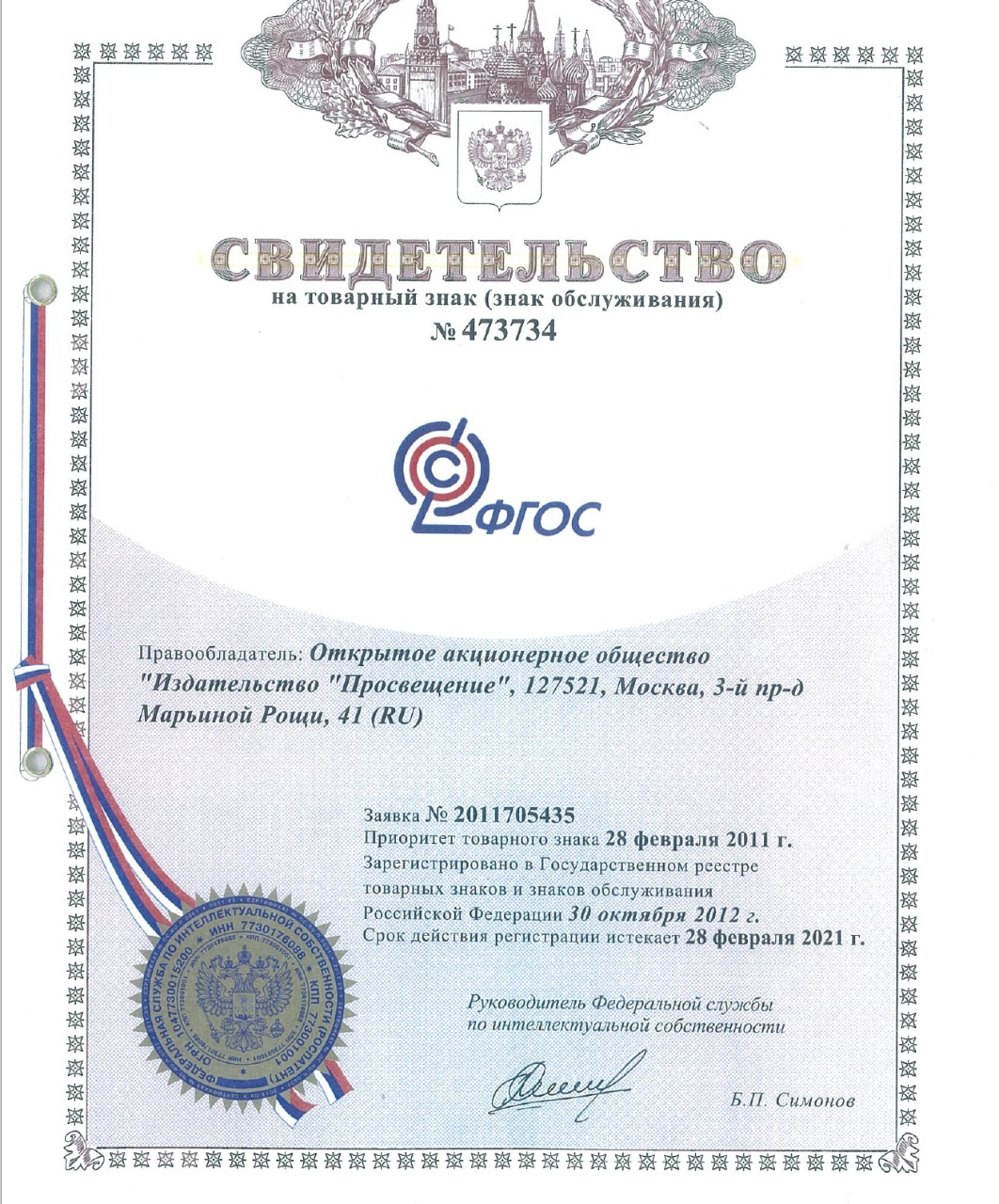
Свідоцтво на товарний знак видавництва на підручники для ФГОС

У грудні 2011 року урядом Російської Федерації було прийнято розпорядження про продаж видавництва «Просвещение», воно було викуплено видавництвом «Олма медіа груп» Володимира Узуна і Олега Ткача за 2,25 млрд російських рублів (~ 70 млн доларів США). 2013 року власником видавництва стає наближений до президента Росії, Путіна В. В. олігарх Аркадій Ротенберг. У вересні 2013 року президентом видавництва став Володимир Узун. 2017 року проведена трансформація компанії, в рамках якої виділена керуюча компанія і 3 дивізіони: АТ Издательство «Просвещение», АТ Академия «Просвещение» і ТОВ Торговый Дом «Просвещение-Регион».
До 1 січня 2015 року видавництвом були підготовлені електронні форми до всіх 415 підручників, що входять до Федерального переліку підручників Міністерства освіти і науки РФ. Всі електронні форми успішно пройшли експертизу і в травні 2015 року були включені до Федерального переліку. Ці підручники використовуються в сотнях російських шкіл. Тільки 2016 року було реалізовано 167,5 тис. ліцензій на електронні підручники на суму 11,4 млн рублів.
2016 року на базі академії «Просвещение» відбулися перші курси навчання для московських вчителів хімії та біології з роботи з медичними класами. Проєкт націлений на підвищення кваліфікації педагогів, організацію пізнавально-освітніх заходів для школярів і батьків. «Просвещение» активно реалізує проєкти, пов'язані з підсумковою атестацією, — «Я здам ЄДІ!», 2016 року в цьому проєкті було задіяно 11 регіонів. «Просвещение» бере участь у розвитку системи додаткової освіти, 2016 року стартував проєкт «Додаткова освіта школярів у професії майбутнього» з організацією гуртків на базі шкіл для учнів 2-9 класів.
У зв'язку з переходом російських шкіл на нові ФГОС для дітей з обмеженими можливостями здоров'я, 2016 рок увидавництво випустило 196 найменувань підручників з 1 по 11 клас для учнів із слабим зором, у тому числі в електронній формі.
Видавництво випускає книги на 29 мовах корінних і нечисленних народів Півночі, крім підручників, відбувається випуск комплектів посібників з предмету «Уроки предків», книг етнографічної серії «Народи Півночі і Далекого Сходу». 2016 року була видана лінійка підручників кримськотатарською мовою накладом більше 45 тис. примірників для шкіл окупованого Криму.
«Просвещение» проводить соціально відповідальну політику щодо підтримки розвитку здорового способу життя, різних напрямів спорту, 2016 року вийшли у світ нові учбово-методичні комплекси: «Мистецтво дзюдо — від гри до майстерності» і «Шахи в школі».

## Нагороди та відзнаки
- 1972 — ювілейний почесний знак в ознаменування 50-річчя утворення Союзу РСР.
- 1974 — орден Трудового Червоного Прапора.